# Ken Armstrong
Kenneth Armstrong (Bradford, 3 de junho de 1924 - 13 de junho de 1984) foi um futebolista e treinador inglês, que atuava como meia.

## Carreira
Ken Armstrong fez parte do elenco da Seleção Inglesa de Futebol que disputou a Copa do Mundo de 1954.

## Ligações Externas
- Perfil em FIFA.com (em inglês)